# Bank of America Center (Хьюстон)
Bank of America Center — небоскрёб, расположенный в Хьюстоне (штат Техас, США). Этажность небоскрёба составляет 56 этажей, высота — 240 метров. Ранее назывался RepublicBank Center, NCNB Center и NationsBank Center. Строительство началось в 1980 году и было завершено в октябре 1983 года. Архитектором здания являлись Филип Джонсон и его партнёр Джон Бёрджи. Здание напоминает голландскую готическую архитектуру домов на каналах в Нидерландах. У башни интересная архитектура, состоит из трёх частей, одно выше другого. Владельцами здания являются M-M Properties, General Electric и Pension Trust affiliate.
Сам банковский центр расположен в отдельном пристроенном трёхэтажном здании. Также в здании находится художественная галерея.

## Общая информация
Небоскрёб Bank of America Center четвёртый по высоте в Хьюстоне и шестой в Техасе.
9 июля 2001 года из-за тропического шторма «Эллисон» произошёл трагический случай: был затоплен гараж.
Главные арендаторы:
- KPMG[3]
- Mayer Brown[англ.][4]

## Галерея

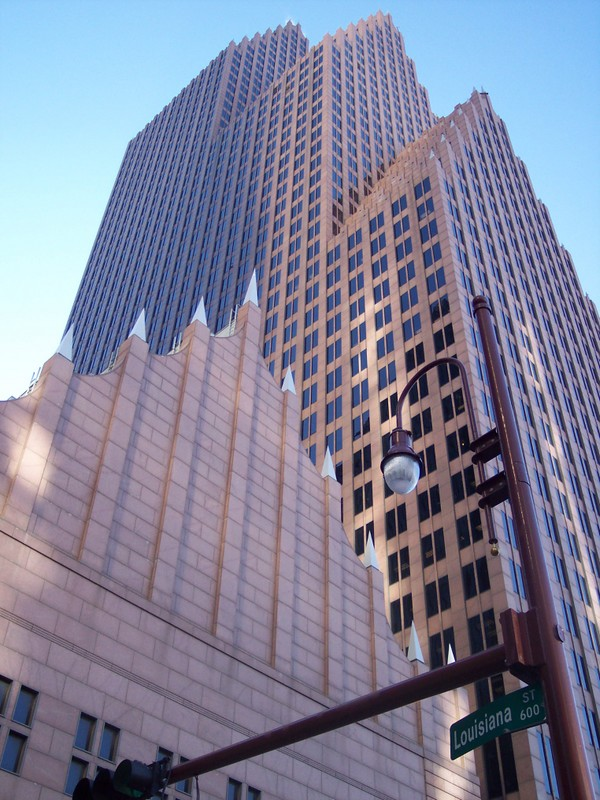
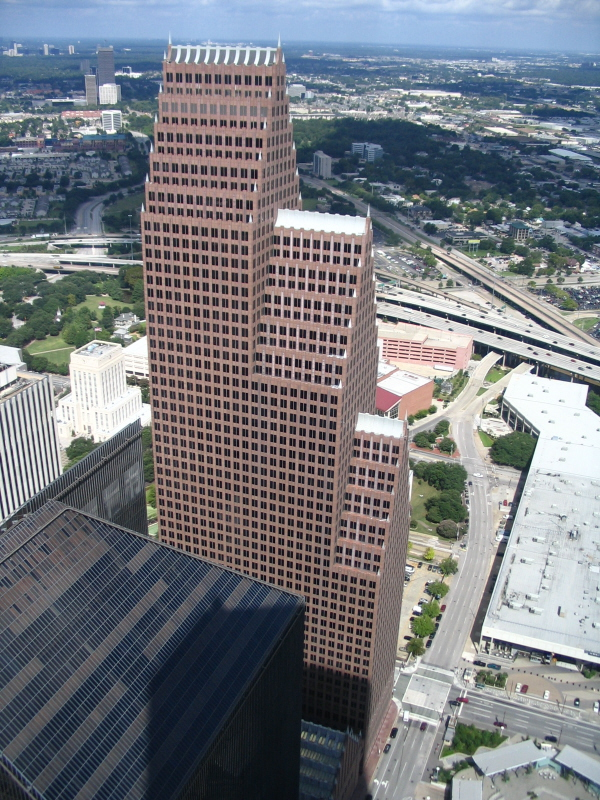
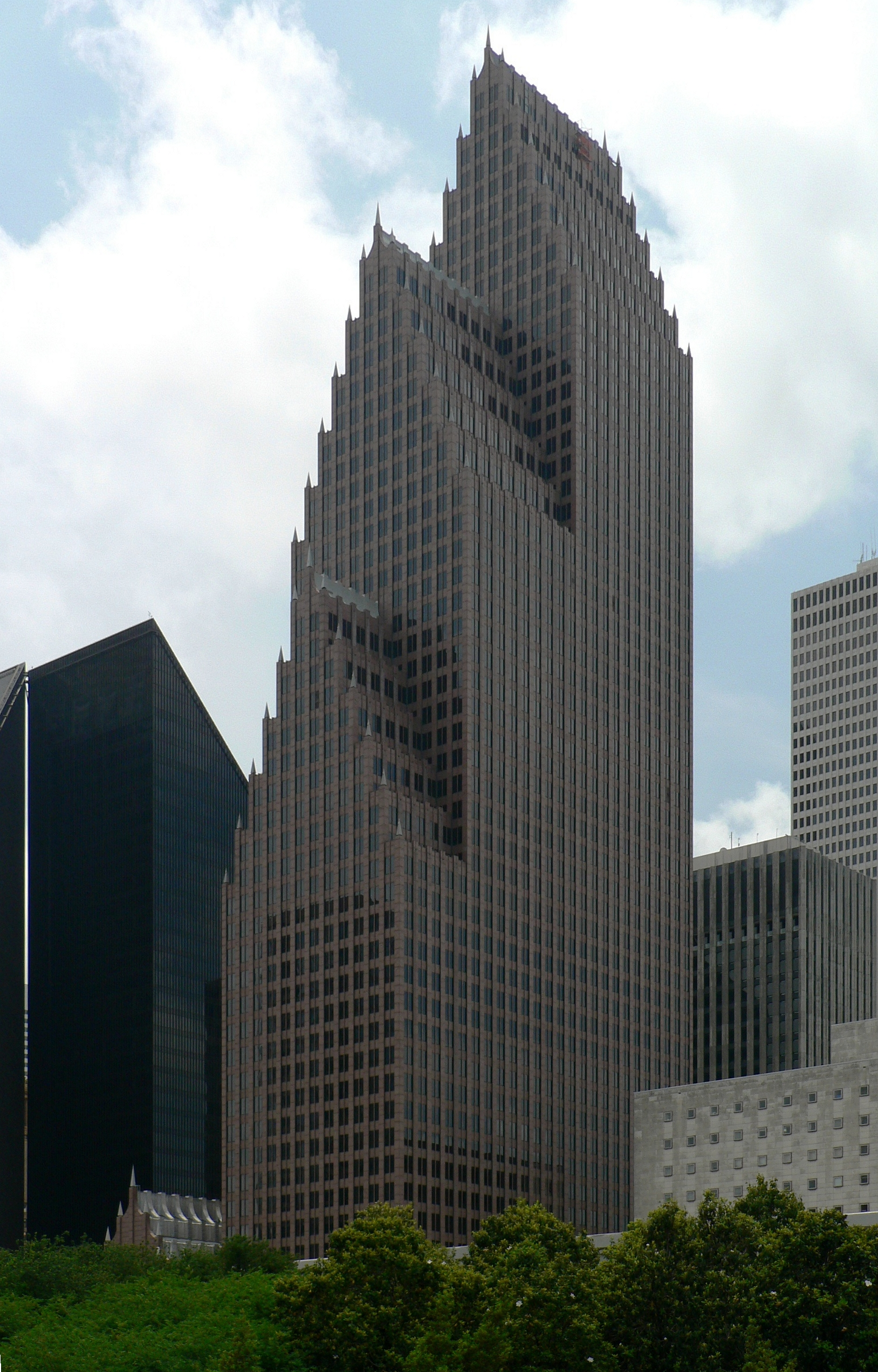